# 第二次凡爾登戰役
第二次凡爾登戰役發生於1917年8月20日至9月18日，是一場由阿道夫·紀堯姆率領的法國第二集團軍對德軍成功的進攻行動。
1917年8月20日，經過一週對德軍陣地的砲擊後，位於凡爾登的法國第二軍團在紀堯瑪將軍的命令下，沿著長達18公里的前線襲擊默茲河兩岸，法軍右翼成功奪回了重新奪回尚訥維爾附近的山丘。法軍左翼則是選擇攻擊靠近勒莫羅姆、阿沃庫爾和屈米耶爾的樹林。第二天，右翼的薩莫尼厄村被法軍攻占，而左翼的默茲河畔勒涅維爾村和奧伊山也被攻占。24日，在擊退德軍的反擊後，法軍征服了整個山丘。26日，福塞森林與博蒙森林一同被攻克。
9月，在征服了卡里耶爾森林後，法軍收復了在1916年中失去的所有土地。
倚靠著巨量的火砲，法軍成功發起一次優秀的進攻。到了10月，德軍再次嘗試進攻但失敗。

## 註腳
1. 1 2 3 4 5  John·Mosier. . 2013: 346–348  [2022-07-11]. ISBN 978-1-101-62138-7. （原始内容存档于2022-01-30） （英语）.
2. 1 2 3 4   Christina·Holstein. Pen and Sword Military , 编. . : 23–36. ISBN 978-1-5267-1711-5 （英语）.
3. 1 2  Greenhalgh 2014，第237–238頁.